# ワールドトップ4バレー
ワールドトップ4バレー（World Top 4 Volleyball）は、1988年から1994年まで日本で開催されたバレーボールの国際大会である。
本項では1996年に開かれた「ワールドスーパーチャレンジバレー」についても合わせて記述する。

## 概要
大会は偶数年、すなわちオリンピックまたは世界選手権が開催される年に開かれた。
第1回は1988年で、1994年まで4回開催された。
1992年までは「FIVBワールドスーパー4バレー」として開催。
1994年は三基商事の特別協賛により「ミキプルーン・ワールドトップ4バレー」として行われた。
大会毎に男女それぞれ大陸別にランク上位の3ヶ国を日本に招待し、ラウンドロビン方式（リーグ戦）とノックアウトトーナメントで優勝国を決めていた。
1996年には出場国を6ヶ国に拡大し、1994年同様、三基商事の特別協賛により「ミキプルーン・ワールドスーパーチャレンジバレー」にリニューアルされた。3ヶ国ずつのグループリーグと決勝トーナメントで争う形式となる。しかし、1998年の世界選手権が日本開催になったことも影響し、ワールドスーパーチャレンジは1回限りで終了。
大会はテレビ朝日系列で放送。ちなみに世界選手権の国内放映権も1986年まではテレビ朝日が保持していた。世界選手権の放映権も1990年以降はTBSに移動し、スーパーチャレンジ終了後、テレ朝地上波でのインドアバレーボール中継は（ジャパンコンソーシアムの一社として参加する）オリンピックを除き行われていない（CSのテレ朝チャンネル2 ニュース・スポーツでは2012/13よりイタリア・セリエAを中継）。

## 開催記録

### 男子
| 年   | 開催地 |                | 結果             | 結果             | 結果 |
| 年   | 開催地 | 優勝           | 準優勝           | 3位              |      |
| ---- | ------ | -------------- | ---------------- | ---------------- | ---- |
| 1988 | 広島   | · ソビエト連邦 | · アメリカ合衆国 | · アルゼンチン   |      |
| 1990 | 大阪   | · ソビエト連邦 | · イタリア       | · キューバ       |      |
| 1992 | 東京   | · ブラジル     | · オランダ       | · 日本           |      |
| 1994 | 大阪   | · イタリア     | · オランダ       | · 日本           |      |
| 1996 | 東京   | · イタリア     | · オランダ       | · ユーゴスラビア |      |

### 女子
| 年   | 開催地 |                  | 結果             | 結果             | 結果 |
| 年   | 開催地 | 優勝             | 準優勝           | 3位              |      |
| ---- | ------ | ---------------- | ---------------- | ---------------- | ---- |
| 1988 | 広島   | · 中華人民共和国 | · ソビエト連邦   | · ペルー         |      |
| 1990 | 大阪   | · ソビエト連邦   | · 中華人民共和国 | · 日本           |      |
| 1992 | 東京   | · キューバ       | · 日本           | · アメリカ合衆国 |      |
| 1994 | 大阪   | · キューバ       | · ブラジル       | · ロシア         |      |
| 1996 | 東京   | · 中華人民共和国 | · キューバ       | · ブラジル       |      |